# Isabel Pires
Isabel Cristina Rua Pires (21 de juny de 1990) és una política portuguesa. Va ser diputada a l'Assemblea de la República a la XIV legislatura pel Bloc d'Esquerra.